# Uranotaenia bricenoi
Uranotaenia bricenoi is een muggensoort uit de familie van de steekmuggen (Culicidae). De wetenschappelijke naam van de soort is voor het eerst geldig gepubliceerd in 1987 door Cova García, Pulido, Escalante de Ugueto, Amarista & Mora R..